# Кралство Румъния
Кралство Румъния (на румънски: Regatul României) е историческа държава с форма на управление конституционна монархия, съществувала между 13 март 1881 и 30 декември 1947 г. Създадена е след Румънската война за независимост и е премахната след абдикацията на крал Михай I.

## История
До създаването му Румъния представлява лична уния между княжествата Влахия и Молдова (Дунавски княжества). По време на Първата световна война на 17 август 1916 г. кралството сключва договор с Антантата, според който Франция, Англия, Италия и Русия гарантират целостта на Румъния в границите ѝ от 1916 г., срещу което тя се задължава да обяви война и да атакува Австро-Унгария.. След края на войната Румъния се сдобива с териториите на Южна Добруджа, Трансилвания, Бесарабия и Буковина и така се ражда „Велика Румъния“, най-голямото териториално разширение в румънската история. През 1940 г. Северна Трансилвания, Бесарабия и Буковина и Южна Добруджа (Кадрилатер) са върнати съответно на Унгария, СССР и България, като Румъния си връща Северна Трансилвания в края на Втората световна война.
През 1947 г. последният румънски крал е принуден да абдикира и е установена Румънска народна република.

## Монарси
- Карол I
 (1881 – 1914)
- Фердинанд I
 (1914 – 1927)
- Принц Николай (регент)
 (1927 – 1930)
- Карол II
 (1930 – 1940)
- Михай I
 (1927 – 1930; 1940 – 1947)

## Население
- Дял на етническите групи по окръзи, според преброяването на населението през 1930 г.
- Дял на грамотните, според преброяването на населението през 1930 г.